# Suzak
Suzak (ryska: Сузак) är en distriktshuvudort i Kirgizistan. Den ligger i oblastet Zjalal-Abad Oblusu, i den västra delen av landet, 260 km sydväst om huvudstaden Bisjkek. Suzak ligger 714 meter över havet och antalet invånare är 24 149.
Terrängen runt Suzak är platt åt sydost, men åt nordväst är den kuperad. Runt Suzak är det ganska tätbefolkat, med 86 invånare per kvadratkilometer. Närmaste större samhälle är Dzjalal-Abad, 8,9 km öster om Suzak. Trakten runt Suzak består till största delen av jordbruksmark.